# جورج دبليو. فان دوسن
جورج دبليو. فـان دوسن (بالإنجليزية: George W. Van Dusen)‏ هو شخصية أعمال أمريكي، ولد في 10 يوليو 1826، وتوفي في 25 فبراير 1915.